# Three-Piece No. 3: Vertebrae
Three-Piece No. 3: Vertebrae (en français "Trois-Pièces no 3 : Vertèbres") est une sculpture réalisée par Henry Moore. Elle se trouve au Nasher Sculpture Center dans le quartier des arts à Dallas. L'une des copies est située à l'extérieur du Hirshhorn Museum and Sculpture Garden, à Washington. La sculpture se réfère à des os que Moore avait recueillis. 

« Chacune des formes, bien que différents, a la même forme de base. Tout comme dans un squelette qui peut être composé de vingt segments où chacun est à peu près comme les autres, mais pas exactement la même chose ... Voilà pourquoi j'appelle ces sculptures "Vertèbres". Les deux ou trois formes sont fondamentalement semblables, mais sont disposées à aller avec l'autre dans des positions différentes. »